# Josh Simpson
Joshua Christopher Simpson, detto Josh (Burnaby, 15 maggio 1983), è un ex calciatore canadese, di ruolo centrocampista e attuale presidente del Pacific.

## Carriera

### Club
Nel 2012 rescisse il contratto con la squadra turca del Manisaspor poiché non percepiva più il suo stipendio e approdò di conseguenza in Svizzera, legandosi allo Young Boys di Berna per 3 anni e mezzo. Il 21 maggio 2015 ha annunciato il suo ritiro dal calcio giocato.

### Nazionale
Ha partecipato ai Mondiali Under-20 del 2003.